# Jugend der Deutschen Lebens-Rettungs-Gesellschaft
Die Jugend der Deutschen Lebens-Rettungs-Gesellschaft e. V., zumeist DLRG-Jugend genannt, ist seit dem 3. Juni 1962 eine eigenständige Organisation, die alle Jugendgruppen der Deutschen Lebens-Rettungs-Gesellschaft vereint. Sie versteht sich als Kinder- und Jugendverband und ist vorwiegend in diesem Bereich tätig. Mitglieder der DLRG-Jugend sind, im Sinne der DLRG, alle Mitglieder bis zum vollendeten 26. Lebensjahr und ihre gewählten Vertreter, wobei der Übergang vom Jugendverband zum Hauptverband fließend ist. Der Hauptsitz befindet sich, wie der des Hauptverbands, im niedersächsischen Bad Nenndorf. Die DLRG-Jugend ist Mitglied im Deutschen Bundesjugendring.
Das Logo der DLRG-Jugend ist dem des Hauptverbandes angelehnt. Es zeigt den DLRG-Adler mit der DLRG-Wortmarke und dem Schriftzug „Jugend“. Es ist, wie die Wortmarke, nach dem Markenrecht im geschäftlichen Gebrauch geschützt.

## Geschichte
Die Anfänge 1954–1974
Nach Gründung der DLRG im Jahre 1913 spielte die Jugend zunächst keine große Rolle. Der Verein bestand hauptsächlich aus Erwachsenen und hatte nur sehr wenige jugendliche Mitglieder. Die Bundesländer Hessen, Schleswig-Holstein und Niedersachsen bekamen jedoch nach dem Krieg einen starken Zulauf von Kindern und Jugendlichen und nahmen Ende der 1940er Jahre, trotz ablehnender Haltung des Präsidiums und des Präsidialrates, die Jugendarbeit in ihr Handlungsumfeld auf. Schleswig-Holstein legte 1951 eine Jugendpflegearbeit als erster Landesverband in seiner Satzung fest. Am 16. und 17. Oktober 1954 beschloss der Präsidialrat einen Beauftragten für das Jugendwesen hinzuzuziehen. Trotzdem war es noch ein langer Weg zu einer selbstständigen Jugendarbeit auf Bundesebene, denn 1959 wurde zum Beispiel ein Antrag des Landesverbandes Schleswig-Holstein zur Einführung einer Jugendpflegearbeit auf Bundesebene abgelehnt. Im Jahr 1962 wurde endlich die Notwendigkeit einer Jugendarbeit erkannt und der Rahmen für die Gründung einer DLRG-Jugend durch die DLRG-Bundestagung vom 31. Mai bis zum 3. Juni mit Aufnahme des § 7 in die Satzung der DLRG für das gesamte Bundesgebiet geschaffen. Zum ersten Bundesjugendwart wurde der damalige Landesjugendwart Harald Kracht aus Schleswig-Holstein kommissarisch bestimmt.
Gut ein Jahr später fand erstmals ein Bundesjugendtreffen statt, das als Entscheidungsgremium die DLRG-Jugend bildete. Im Jahr 1965 wurde auf Bundesebene eine eigene Jugendordnung verabschiedet, die jedoch weder Strukturen und Interessen noch Zielsetzungen der Jugendlichen beinhaltete und eher auf die Nachwuchsarbeit ausgerichtet war.
Jugendpolitische Profilierung 1974–1990
Erst Anfang der 1970er Jahre wurde die Bundesjugendordnung überarbeitet und den Zielen und Interessen der Kinder und Jugendlichen angepasst. In dieser Zeit gab es auch einige Unstimmigkeiten mit Delegierten des Gesamtverbandes. Diese forderten eine Unterordnung der DLRG-Jugend und dessen Ziele und Wünsche, zu einer Fachverbandsjugend, die dem Gesamtverband unterstellt sei. Außerdem stritt man sich über die Auseinandersetzung mit aktuellen Themengebieten wie „Krieg und Frieden“, „Arbeitslosigkeit“, „Sexualität“ usw. und fragte sich, ob diese Themen überhaupt öffentlich thematisiert und diskutiert werden dürfen. Im Jahr 1980 fand erstmals der „DLRG-Jugend-Tag“ in Kassel statt und war mit 3.000 Teilnehmenden ein voller Erfolg und übertraf alle Erwartungen der Veranstalter.
Pragmatische Professionalisierung 1990 bis heute
Seit Gründung der DLRG-Jugend wurden die Ämter meist ehrenamtlich wahrgenommen. Erst seit Mitte der 1980er Jahre wurden die ehrenamtlichen Funktionen stärker durch hauptberuflich Mitarbeitende unterstützt. Seitdem ist die Arbeit von zunehmender Professionalisierung geprägt. Im Jahr 2018 waren etwas über 62 Prozent der Mitglieder der DLRG Kinder und Jugendliche und somit Mitglied in der DLRG-Jugend.
Im Jahr 2013 feierte die DLRG-Jugend ihr 50-jähriges Bestehen an ihrem Gründungsort (erstes Bundesjugendtreffen 1963) in Stuttgart sowie mit dem 17. Bundesjugendtag vom 9.-11.05.2013 in Dresden.

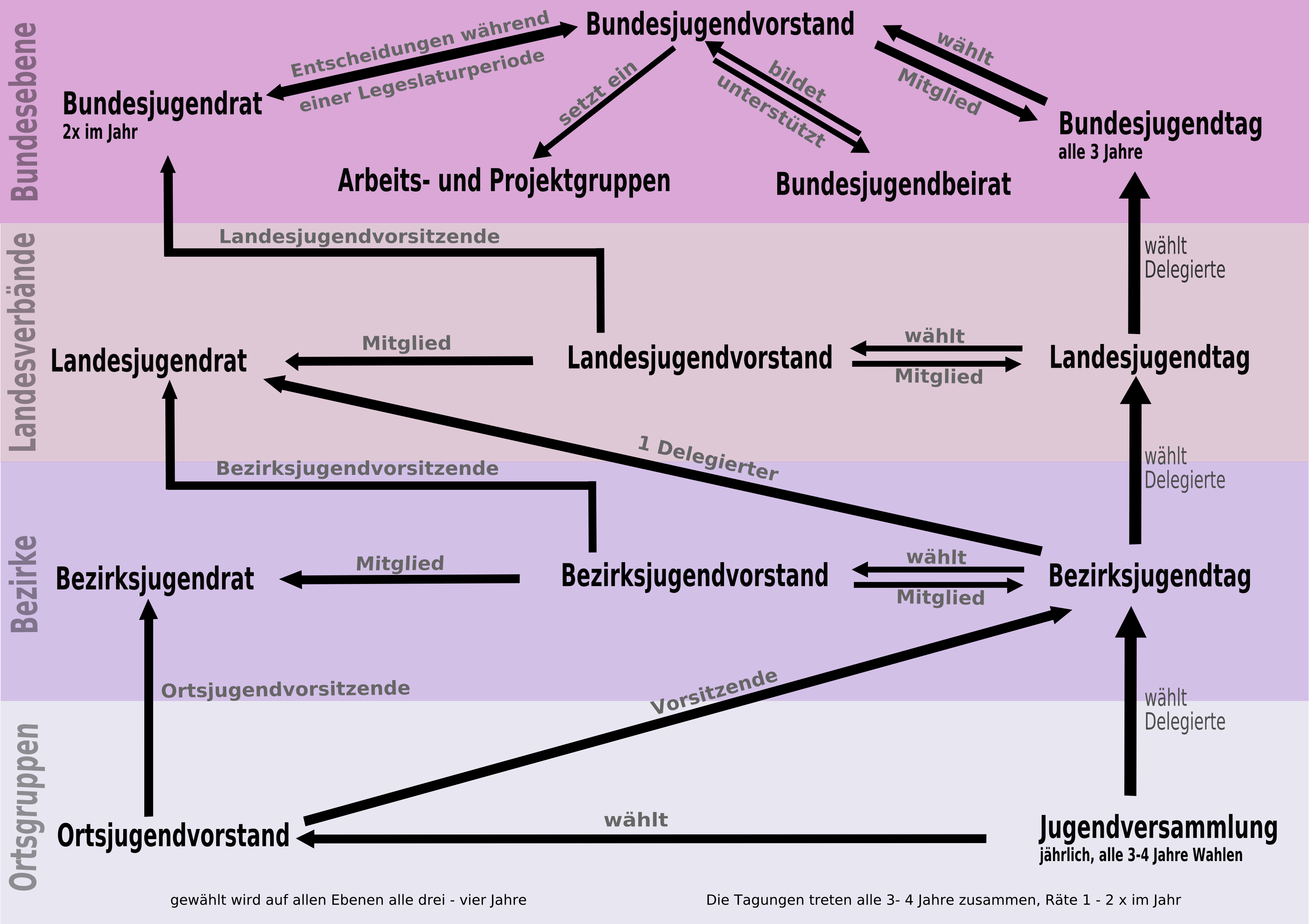
Aufbau der DLRG-Jugend

## Organisation

### Gliederung
Die DLRG-Jugend ist ein selbständiger, öffentlich anerkannter Kinder- und Jugendverband. Er ist integrierter Teil des Gesamtverbandes und versteht sich als eine Form der Selbstorganisation von Kindern, Jugendlichen und jungen Erwachsenen. Die Jugend gibt sich eine eigene Ordnung und wählt ihre Gremien unabhängig.
Die Gliederung der DLRG-Jugend, gleicht im Wesentlichen der Gliederung des Stammverbandes Deutsche Lebens-Rettungs-Gesellschaft e. V. mit dem Unterschied, dass die verschiedenen Organe jugendbezogen benannt sind (z. B. Jugendvorstand, Bezirksjugendrat, Landesjugendtag).

### Vorstand
Der Bundesvorstand der DLRG-Jugend wird alle vier Jahre durch den Bundesjugendtag gewählt. In der Wahlperiode 2021–2025 gehören dem Vorstand an:
- Johanna Blecker (Vorsitzende)
- Christian Fritz (stellv. Vorsitzender)
- Tim Opitz (stellv. Vorsitzender)
- Aylin Piontek (stellv. Vorsitzende)
- Maik Hampl (stellv. Vorsitzender)
- Thao-Vy Thach (stellv. Vorsitzende)
- Anika Flöte (Vizepräsidentin – Vertreter des Präsidiums der DLRG)
- Navina Knoke (Bundesgeschäftsführerin – ohne Stimme)

## Aufgaben
In ihrer verbandlichen, gesellschaftlichen und internationalen Arbeit fühlt sich die DLRG-Jugend den Prinzipien der Demokratie, Humanität, Toleranz, Solidarität, Pluralität und Ganzheitlichkeit verpflichtet. Diese Prinzipien bedeuten, dass sie sich für die körperliche und geistige Unversehrtheit aller Menschen einsetzt. Sie engagiert sich dafür, dass sich jeder einzelne Mensch umfassend und allseitig frei entfalten kann. Die dafür notwendigen gesellschaftlichen Voraussetzungen will sie mitgestalten. Des Weiteren will sie sich für die Natur und für die Umwelt einsetzen und den Hauptverband im Kampf gegen den Ertrinkungstod unterstützen.
Um all diese Aufgaben bewältigen zu können, verfügt die DLRG-Jugend über eigene finanzielle Mittel in eigener Verantwortung.

## Ziele
Die DLRG-Jugend hat fünf gleichberechtigte Ziele. Diese sind im Leitbild der DLRG-Jugend festgeschrieben:
- Leben retten;
- einen Beitrag zur Entwicklung junger Menschen zu selbstbestimmten, selbstbewussten und verantwortlichen Persönlichkeiten leisten;
- die Interessen von Kindern, Jugendlichen und jungen Erwachsenen aktiv und wirksam innerhalb und außerhalb des Verbandes vertreten;
- auf gesellschaftliche Probleme aufmerksam machen und aktiv zu deren Lösung beitragen;
- die gleichberechtigte Teilhabe von Kindern, Jugendlichen und jungen Erwachsenen in ihren jeweiligen Lebenswelten.

## Bildungsarbeit
Die DLRG-Jugend hat das Ziel, ihre jugendlichen Mitglieder auf spielerische Art und Weise an die Aufgaben, Ausbildung und Technik der Wasserrettung heranzuführen, sowie ihnen das Schwimmen und Rettungsschwimmen näher zu bringen. Um das erreichen zu können, werden in den allermeisten Ortsgruppen regelmäßig (meist wöchentlich) Gruppen- und Ausbildungsstunden sowie Schwimmunterricht abgehalten. Ein Teil der Ausbildungsinhalte wird im Artikel DLRG genauer erläutert.
Natürlich werden auch, von Spiel und Spaß geprägte, Spiele-, Film-, Bastel-, Grill- und Kameradschaftsabende veranstaltet, genauso wie gemeinsame Unternehmungen und Ausflüge. Dies passiert nicht nur innerhalb einer Ortsgruppe, sondern des Öfteren auch gemeinsam mit Jugendgruppen anderer Ortsgruppen oder Organisationen wie zum Beispiel der Feuerwehr oder innerhalb der höheren Gliederungsebenen.
Zusätzlich werden den Jugendlichen Seminare angeboten, die nicht unbedingt mit dem Thema Wasserrettung zu tun haben. Das Angebot dieser Seminare ist sehr umfangreich. Die interessierten Jugendlichen können unter anderem die Jugendleitercard (JuLeiCa) erwerben oder etwa weitere Seminare zu verschiedenen Themen der Jugendarbeit oder Pädagogik besuchen.

## Veranstaltungen
Zwischen 1999 und 2016 veranstaltete die DLRG-Jugend im Auftrag der DLRG jedes Jahr im Herbst die „Deutschen Meisterschaften im Rettungsschwimmen“. Es traten Schwimmer und Mannschaften, verschiedene Altersklassen in verschiedenen Disziplinen (z. B.: „Hindernisschwimmen“, „Retten mit Flossen“) gegeneinander an. Die Gewinner durften sich „Deutscher Meister“ ihrer Altersklasse nennen. Die Veranstaltung fand ausschließlich in der Halle statt und wurde von der Orts- bis zur Bundesebene organisiert. Sie wurde nach dem nationalen Regelwerk durchgeführt. Mit der Saison 2017 hat die DLRG-Jugend die Aufgabe der Ausrichtung der Deutschen Meisterschaften wieder an die DLRG übergeben, welche diese in ähnlicher Form weiterführt. Weitere Informationen zu den Wettkämpfen der DLRG: siehe Rettungssport
Die DLRG und DLRG-Jugend veranstalten zusammen mit ihrem Partner NIVEA das DLRG/NIVEA-Strandfest für Kinder.
Das seit 1989 stattfindende Spektakel soll Kinder und deren Eltern fit zum Thema „Wasser“ machen und auf Gefahren und das richtige Verhalten am und im Wasser aufmerksam machen. Es findet jeweils einen Nachmittag an ausgewählten Stränden der Nord- und Ostseeküste statt.
Die DLRG veranstaltet zusammen mit der DLRG-Jugend in verschiedenen Schwimmbädern in ganz Deutschland Badepartys. Unter dem Motto „Spiel, Spaß und Sport“ soll sie unter anderem Werbung für den Breitensport und sportliche Betätigungen machen. Hierzu stehen spezielle mit Wasserspielgeräten ausgerüstete Transportanhänger, sogenannte „Spielemobile“ zur Verfügung. Diese stehen den Gliederungen insgesamt 17-mal deutschlandweit zur Verfügung.
Der DLRG/NIVEA-Kindergartentag wird ebenfalls von der DLRG und der DLRG-Jugend mit ihrem Partner NIVEA angeboten. Er soll den Kindern vorwiegend Information über die Gefahrenquellen am Wasser geben, die Baderegeln vermitteln und das richtige Verhalten im und am Wasser lehren sowie Informationen über die Aufgaben und Ziele der DLRG den Kindern näher bringen.
Jährlich veranstaltet die DLRG-Jugend in den Bezirken und Landesverbänden auch das Bezirks- bzw. Landesjugendtreffen. Letzteres meistens in Verbindung mit den Landesmeisterschaften im Rettungsschwimmen. Auf diesen Veranstaltungen treffen sich alle Ortsgruppen eines Bezirkes bzw. eines Landesverbandes für ein Wochenende. Dort steht dann nicht nur das Schwimmen im Vordergrund, sondern auch der Spaß und die Kommunikation unter den Ortsgruppen. Es finden zwar auch Schwimmwettkämpfe statt, doch es wird eine Vielzahl anderer Aktivitäten für alle Altersgruppen angeboten.
Zwischen 2009 und 2016 veranstaltete die DLRG-Jugend das Bundeskinder- und Jugendtreffen (BuKiJu) in Verbindung mit den Deutschen Meisterschaften im Rettungsschwimmen. Ähnlich den Bezirks- und Landesjugendtreffen stand hier nicht nur das Schwimmen im Vordergrund, sondern auch Spaß und Freizeit. Es wurden eine Vielzahl an Aktivitäten für alle Altersgruppen angeboten. Mit Rückgabe der Deutschen Meisterschaften an den Hauptverband wurde das Bundeskinder- und Jugendtreffen ausgesetzt.
In manchen Gliederungen werden auch internationale Jugendaustauschmaßnahmen angeboten, teilweise werden diese Maßnahmen aber auch in der Verantwortung der Bezirks- oder Landesverbände durchgeführt.

## Mitgliedschaften
Die DLRG-Jugend ist Mitglied der Arbeitsgemeinschaft der Jugendverbände der Hilfsorganisationen (AGJVH7), dem Zusammenschluss der Jugendorganisationen der im Bevölkerungsschutz aktiven Organisationen. Weitere Mitglieder sind die Arbeiter-Samariter-Jugend, die THW-Jugend, die Deutsche Jugendfeuerwehr, das Deutsche Jugendrotkreuz, die Johanniter-Jugend und die Malteser Jugend.